# 卡尔斯库加市镇
卡尔斯库加市镇（瑞典語：Karlskoga kommun）是瑞典中部厄勒布鲁省的一个市镇。其治所位于卡尔斯库加。